# Bulletin de salaire (droit français)
En France, un bulletin de salaire, ou fiche de paie, est un document fourni par l'employeur attestant du salaire versé au salarié. Il détaille le salaire net versé et la partie socialisée du salaire via les cotisations diverses (retraite, maladie, prévoyance, chômage, formation, CSG, etc.). Le bulletin de salaire est généralement délivré mensuellement.
L'émission d'un bulletin de salaire est obligatoire pour tous les salariés conformément à l'article L3243-2 du Code du travail.
Les mentions obligatoires sont définies par les articles R3243-1 et suivants du Code du travail. L'omission de salaires ou de cotisations sur le bulletin de salaire peut être assimilé à du travail dissimulé et peut être lourdement condamné, conformément à l'article L8221-5 § 3 du Code du travail.
Le bulletin peut être simplifié par regroupement de lignes : « des retenues relatives aux cotisations et aux contributions salariales est autorisé dès lors que ces prélèvements sont appliqués à une même assiette et destinés à un même organisme collecteur » conformément à l'article R3243-2 du Code du travail.
Le bulletin de salaire est remis sous forme électronique, sauf opposition explicite du salarié, le souhaitant sous format papier, depuis l'article L3243-2.
De nombreux éléments et calculs figurant sur le bulletin de salaire dépendent de la convention collective si elle est plus favorable que le code du travail : primes, primes d'ancienneté, congés supplémentaires, durée et taux du maintien de salaire en cas de maladie.

## Durée de conservation des fiches de salaire
Le respect d'une durée de conservation des fiches de salaire ne pèse que sur l'employeur. La durée légale est de 5 ans pour le double des fiches de salaire des salariés.
Ce délai de 5 ans correspondent à la durée légale de prescription des actions personnelles en matière civile.
Pour autant, il est conseillé au salarié de conserver leurs fiches de salaires sans limitation de durée.
Ce conseil est une mention obligatoire du bulletin de salaire sous la forme "conserver le bulletin de salaire sans limitation de durée". Ils peuvent servir notamment à reconstituer leur carrière au moment de partir en retraite.

## Contestation du bulletin de paie
Même s’il l’a acceptée sans réserve, un salarié dispose d’un délai de 3 ans pour contester un élément de son bulletin de paie.
Pouvant s’agir d’une simple erreur, le salarié peut demander à son employeur la rectification.
A défaut de rectification ou en cas de contestation par l’employeur, le salarié n’aura d’autre choix que de contester dans une lettre recommandée avec avis de réception à son employeur les éléments argumenter. 
Ce courrier officiel constitue en droit une tentative de conciliation amiable, démarche obligatoire avant de saisir la justice.
Si l’employeur ne se conforme pas à cette demande, le salarié n’aura d’autre choix que saisir le conseil des prud’hommes.
A noter que l’employeur dispose, selon les mêmes dispositions légales, également du droit de rectification en cas d’erreur, sauf si l’erreur résulte d’une convention collective, dans le même délai et de demander le remboursement du trop-perçu. Ce trop-perçu est concidéré comme un indu. Un calendrier de remboursement peut être mis en place d’entendre entre le salarié et l’employeur.
L’employeur peut à défaut procéder à une retenue sur salaire dans la limite de 10 % du salaire net.

## En-tête du bulletin de salaire
Conformément à l'article R3243-1 du Code du travail, les mentions suivantes doivent obligatoirement figurer sur le bulletin de salaire, en général en haut du document :
1. le nom et l'adresse de l'employeur ainsi que, le cas échéant, la désignation de l'établissement dont dépend le salarié ;
2. la référence de l'organisme auquel l'employeur verse les cotisations de sécurité sociale, le numéro sous lequel ces cotisations sont versées et, pour les employeurs inscrits au répertoire national des entreprises et des établissements SIRENE prévu à l'article 1er du décret no 73-314 du 14 mars 1973, le numéro de la nomenclature (code NAF) des activités économiques (code APE) caractérisant l'activité de l'entreprise ou de l'établissement mentionné au second alinéa de l'article 5 de ce décret ;
3. s'il y a lieu, l'intitulé de la convention collective de branche applicable au salarié ou, à défaut, la référence au Code du travail pour les dispositions relatives à la durée des congés payés du salarié et à la durée des délais de préavis en cas de cessation de la relation de travail ;
4. le nom et l'emploi du salarié ainsi que sa position dans la classification conventionnelle qui lui est applicable. La position du salarié est notamment définie par le niveau ou le coefficient hiérarchique qui lui est attribué.

Le bulletin de salaire comporte en caractères apparents une mention incitant le salarié à le conserver sans limitation de durée, conformément à l'article R3243-5 du Code du travail.
L'ancienneté dans l'entreprise peut utilement figurer dans l'entête dans la mesure où de nombreux éléments de salaire en dépendent.
Les éléments de salaires dépendant de l'ancienneté sont prévus par le Code du travail ou la Convention collective, et peuvent inclure :
1. des congés payés supplémentaires ;
2. une prime d’ancienneté ;
3. une indemnisation complémentaire des arrêts maladie versée par l'employeur (article L. 1226-1 du Code du travail) ;
4. la durée du préavis en cas de rupture du contrat de travail ;
5. la prime de retraite ou l'indemnité de licenciement.

## Rémunérations et cotisations sociales figurant sur le bulletin de salaire
Bien qu'aucune forme particulière ne soit prévue pour l'élaboration du bulletin de salaire, celui-ci est généralement décomposé en plusieurs parties, chaque partie pouvant comporter plusieurs lignes. Pour les salariés soumis au régime général (hors régimes spéciaux et fonction publique), les principaux blocs sont répartis ainsi :

### Exemple de bulletin de salaire
|   | Libellé | Assiette                                                                                 | Cotisations salariales | Cotisations salariales | Cotisations patronales | Cotisations patronales |
|   | |                                                                                          | Taux                   | Montant                | Taux                   | Montant                |
| 1 | Salaire fixe | 2975.88                                                                                  |                        |                        |                        |                        |
| 1 | Prime |                                                                                          |                        |                        |                        |                        |
| 1 | Indemnité congés payés |                                                                                          |                        |                        |                        |                        |
| 1 | Total salaire brut | 2942.86                                                                                  |                        |                        |                        |                        |
|   | Cotisations salariales et patronales |                                                                                          |                        |                        |                        |                        |
| 2 | Maladie déplafonnée | 2942.86€                                                                                 | 0                      | -22.071€               | 13%                    | -385.514€              |
| 2 | Vieillesse plafonnée | 2112.60€                                                                                 | 6,85 %                 | -144.713€              | 8,50 %                 | -179.571               |
| 2 | Vieillesse déplafonnée | 2942.86€                                                                                 | 0,30 %                 | -8.828€                | 1,80 %                 | -52.971€               |
| 2 | Chômage (inclus AGS) | 2942.86€                                                                                 | 2,40 %                 | -70.628€               | 4,30 %                 | -126.542€              |
| 2 | Allocations familiales taux réduit 2015 | 2942.86€                                                                                 |                        |                        | 3,45 %                 | -101.529€              |
| 2 | Allocations familiales taux complémentaire (uniquement salaire supérieur à 3,5 Smic sur l'année) (abattement de 20 % pour titulaire de la carte de presse) | 2942.86€                                                                                 |                        |                        | 1,80 % (1,44 %)        | -52.971€ (-42.377€)    |
| 3 | ARRCO Tranche A | 2112.60€                                                                                 | 3,10 %                 | -65.490€               | 5,00 %                 | -105.630€              |
| 3 | AGIRC Tranche B |                                                                                          |                        |                        |                        |                        |
| 3 | AGFF Tranche A |                                                                                          |                        |                        |                        |                        |
| 3 | AGFF Tranche B |                                                                                          |                        |                        |                        |                        |
| 3 | Contribution exceptionnelle et temporaire | 4 000,00€                                                                                | 0,13 %                 | -5,20 €                | 0,22 %                 | -8,80 €                |
| 4 | Retraite supplémentaire Article 83 | 4 000,00€                                                                                |                        |                        | 4,00 %                 | -160,00 €              |
| 4 | Prévoyance collective et Complémentaire santé | 4 000,00€                                                                                | 0,50 %                 | -20,00 €               | 0,60 %                 | -24,00 €               |
|   | Taxes patronales diverses | 4 000,00€                                                                                |                        |                        | 3,50 %                 | -140,00 €              |
|   | Total cotisations sociales | Total cotisations sociales                                                               | -576,19 €              | -576,19 €              | -1 899,41 €            | -1 899,41 €            |
|   | Salaire net = Total salaire brut - total cotisations sociales salariales                                                                                   | Salaire net = Total salaire brut - total cotisations sociales salariales                 | 3 423,81 €             | 3 423,81 €             |                        |                        |
| 5 | CSG déductible de l'impôt sur le revenu | 4 114,00€                                                                                | 5,10 %                 | -209,81 €              |                        |                        |
|   | Net fiscal = Salaire brut + non déductible + frais de sante - les cotisations salariales                                                                   | Net fiscal = Salaire brut + non déductible + frais de sante - les cotisations salariales | 3 543,12 €             | 3 543,12 €             |                        |                        |
| 5 | CSG non déductible de l'IR | 4 114,00€                                                                                | 2,40 %                 | -98,74 €               |                        |                        |
| 5 | CRDS | 4 114,00€                                                                                | 0,50 %                 | -20,57 €               |                        |                        |
| 6 | Tickets restaurant | -18,00 €                                                                                 | -18,00 €               | -18,00 €               |                        |                        |
| 6 | Versement transport | +30,00 €                                                                                 | +30,00 €               | +30,00 €               |                        |                        |
|   | Net à payer = Net fiscal - CSG non déductible - CDRS - sommes diverses                                                                                     | Net à payer = Net fiscal - CSG non déductible - CDRS - sommes diverses                   | 3106,69 €              | 3106,69 €              |                        |                        |

### Les différents blocs
1. _Les différents éléments du salaire brut soumis à cotisations sociales
2. _Les cotisations aux régimes généraux de base obligatoires de couverture maladie, de chômage ainsi que de retraite. Ils sont décrits en détail sur une page du site de l'URSSAF[13] chargée du recouvrement de ces cotisations.
3. _Les cotisations à la retraite complémentaire résumées sur une page du site de l'AGIRC-ARRCO[14]. Le libellé de ces cotisations peut-être le nom de la caisse de retraite complémentaire
4. _Des cotisations facultatives, définies par des Accords collectifs couvrant au cas par cas une complémentaire maladie, une prévoyance (assurance décès, et/ou assurance perte de salaire), une retraite supplémentaire gérée par une compagnie d'assurance, etc.
5. _La CSG et la CRDS
6. _Différents remboursements de l'entreprise (acomptes, transport, notes de frais) ou paiements du salarié (titres restaurants)

Les cotisations sociales salariales et les cotisations patronales sont calculées à partir d'une assiette multipliée par un taux :
- les cotisations sont principalement prélevées par l'URSSAF et les caisses de retraite complémentaire affiliées à l'AGIRC et l’ARRCO ;
- les taux souvent revus...à la hausse, en général en début d'année. Les taux des cotisations obligatoires sont publiés par l'URSSAF[13] et l'AGIRC-ARRCO[14]. Les taux des cotisations facultatives sont publiées dans le cadre d'accords collectifs ;
- les cotisations salariales sont déduites du salaire brut pour donner le salaire net ;
- les cotisations patronales sont payées en plus du salaire brut, et représentent une part significative des cotisations permettant de bénéficier des prestations retraite, maladie et prévoyance. Une partie de ces cotisations n'est pas déductible de l'IS.

L'assiette de cotisation dépend du type de cotisation :
- les assiettes et les taux de cotisation à la retraite complémentaire sont décrites dans les articles Wikipedia Agirc et Arrco#Assiette de cotisation et Agirc et Arrco#Taux de cotisation et résumées sur une page du site de l'AGIRC-ARRCO[14] ;
- l'assiette plafonnée est égale au minimum entre le salaire brut et le produit du taux d'activité et du plafond mensuel de la Sécurité sociale ;
- l'assiette de la CSG et de la CRDS est égale à 98,25 % du salaire brut auquel on ajoute des cotisations patronales non obligatoires comme les cotisations patronales à la prévoyance, à la complémentaire santé et aux retraites supplémentaire[15] ;
- l'assiette des cotisations définies dans le cadre d'accords collectifs est fixée par l'accord collectif.

### Les éléments de rémunération
Les différents éléments de rémunération ou les crédits figurant sur le bulletin de paye sont soumis à différents types de prélèvements, suivant leur caractéristique :
- la rémunération brute (salaire fixe, congés payés, variable, primes, avantages en nature, etc.), soumise à cotisations sociales, à la CSG-CRDS et à l'impôt sur le revenu ;
- les avantages en nature ;
- les arrêts maladie (IJSS) figurent sur la fiche de paye dans le cas où c'est l'employeur qui en fait l'avance au salarié. Ils sont soumis uniquement à CSG-CRDS et à l'impôt sur le revenu ;
- les remboursements de frais et le remboursement de la moitié des frais de transport domicile-travail sont exonérés ;
- l'intéressement et la participation sont soumis à la CSG et la CRDS, et sont imposables sur le revenu s'ils sont perçus sans être bloqués sur le Plan d'épargne d'entreprise. Ils peuvent figurer sur la fiche de paye du mois courant, ou sur un document séparé ;
- la participation de l'employeur (dans le cadre des cotisations patronales) à une complémentaire santé, à une prévoyance, à une retraite supplémentaire ou au ticket restaurant sont considérées comme des rémunérations soumises à cotisations sociales si les montants cotisés dépassent certains seuils[16] ;
- la participation de l'employeur (dans le cadre des cotisations patronales) à une complémentaire santé, à une prévoyance, à une retraite supplémentaire est soumise à CSG et CRDS.

### Les cotisations sociales et les taxes venant en déduction de la rémunération brute
- La Sécurité sociale et la Caisse nationale de solidarité pour l'autonomie, qui incluent l'assurance maladie et la retraite du régime général (assurance vieillesse). Il y a également des lignes, parfois regroupées pour les allocations familiales, le handicap, les accidents de travail, etc. ;
- L'Assurance chômage (dont AGS) ;
- La retraite complémentaire obligatoire (cadre, non cadre, travailleur indépendant, RAFP, etc.) ;
- Une ou des retraites supplémentaires non obligatoires ;
- La Prévoyance complémentaire prise en charge partiellement par l'employeur dans le cadre d'un contrat groupe et qui inclut en général une complémentaire santé, une assurance perte de salaire, ainsi qu'une assurance décès ;
- Les taxes, en particulier la CSG et la CRDS ;

Ensuite viennent les éléments non soumis à cotisation ;
- Le forfait transport, la contribution aux tickets-restaurants, etc. ;
- Les retenues d'avances sur salaire.

En bas de la fiche de paye figurent en général le net à payer, le salaire brut, le salaire imposable, ainsi que les cumuls depuis le début d'années.
Peuvent également figurer les droits aux congés annuels, aux RTT et au DIF.
L'intéressement et la participation peuvent figurer sur le bulletin de salaire du mois de paiement. Mais, ils peuvent aussi figurer sur un bulletin séparé.

### Gestion des tranches et du plafond mensuel de la sécurité sociale (PMSS)
Les cotisations sont un pourcentage du salaire brut (y compris primes, bonus, etc.), ou de la partie du salaire brut par rapport au plafond mensuel de la Sécurité sociale.
Suivant les cas, une cotisation peut être assise sur :
- le salaire brut total ;
- le salaire brut plafonné au PMSS, dit tranche A (inférieur à 3 170 € mensuel en 2015) ;
- le salaire brut compris entre 1 fois le PMSS et 4 fois le PMSS, dit tranche B (compris entre 3 170 € et 12 680 € mensuel) ;
- le salaire brut compris entre 4 fois le PMSS et 8 fois le PMSS, dit tranche C (compris entre 12 680 € et 25 360 € mensuel).

Le plafond ci-dessus est multiplié par le taux d'activité (80 % pour un temps partiel à 80 %, 50 % pour un mi-temps, etc.)
Au mois de janvier, l'employeur calcule les cotisations par rapport aux plafonds ci-dessus.
Au mois de février, le calcul des cotisations se fait par rapport au salaire depuis le début de l'année et aux plafonds ci-dessus multiplié par deux. La fiche de paye peut alors nécessiter le calcul de rappels par rapport au mois précédent comme présenté dans l'exemple ci-dessous.
Au mois de mars, le calcul des cotisations se fait par rapport au salaire depuis le début de l'année et aux plafonds ci-dessus multiplié par 3. La fiche de paye peut alors nécessiter le calcul de rappels par rapport aux mois précédents comme présenté dans l'exemple ci-dessous.
Et ainsi de suite jusqu'au mois de décembre ou le calcul des cotisations se fait par rapport au salaire depuis le début de l'année et aux plafonds ci-dessus multiplié par 12. La fiche de paye peut alors nécessiter le calcul de rappels par rapport aux mois précédents comme présenté dans l'exemple ci-dessous.
Ceci est la principale raison qui explique que pour un salaire brut identique, deux fiches de paye consécutives présentent un salaire net différent.

## Vérification d'un bulletin de salaire
Les principaux enjeux de la vérification de son bulletin de salaire sont :
- vérifier, lors de la prise de congés payés, que le montant de l'indemnité de congés payés, figurant sur le bulletin de paye, est calculé au plus favorable entre le maintien du salaire et la méthode du 1/10ème ;
- vérifier que les différents éléments de salaire brut y figurant sont conformes au contrat de travail et à la convention collective : heures supplémentaires, 13e mois, congés payés, etc. ;
- vérifier en fin d'année, chaque année, que les relevés de retraite téléchargeables sur le site des différentes caisses de retraite sont bien conformes aux salaires bruts, et prennent bien en compte les arrêts maladie et les congés maternité.

Il convient également de vérifier la bonne prise en compte des périodes d'arrêt de maladie, d'accident du travail et maladie professionnelle, ou de maternité par la Sécurité Sociale, mais aussi par l'employeur qui doit parfois compléter les Indemnités Journalières de Sécurité Sociale.